# Hans Dujsik
Hans J. Dujsik (* 3. November 1924; † 30. März 2003) war ein Wiener Textilfabrikant.
Dujsik war Gründer und Eigentümer des größten Einkaufszentrums Europas, der Shopping City Süd im Süden von Wien. Er galt als „Pionier des Erlebniseinkaufs in Österreich“ nach amerikanischem Vorbild und eröffnete das stark wachsende Handelszentrum 1976.
2022 benannte die Marktgemeinde Vösendorf die Hans Dujsik-Allee am Gebiet der Westfield SCS nach ihm. In Semmering wurde ebenfalls eine Straße nach ihm benannt.
Wenn auch über Hans Dujsik wenig bekannt ist, so wird doch das Vermögen der Familie im Jahr 2021, also knapp 20 Jahre nach Hans Dujsiks Tod auf rund 1,2 Milliarden Euro geschätzt.